# Theresa Russo
Theresa Russo est un personnage fictif issu de la série Les Sorciers de Waverly Place, interprété par Maria Canals Barrera. Il s'agit d'un personnage de second plan. D'origine mexicaine, elle est mariée à Jerry Russo, avec qui elle a eu trois enfants : Justin, Alex et Max. Elle gère la sandwicherie de Waverly Place avec son mari et tente de garder une longueur d'avance sur les pitreries magiques de ses enfants. Mais concernant les problèmes ordinaires rencontrés par tous les adolescents, elle est toujours prête à prodiguer ses conseils maternels. Pour l'épouser, Jerry décide de céder ses pouvoirs de sorciers à son frère Kelbo. Elle a aussi un frère, Ernesto.
Elle a un regard très critique sur la magie, et interdit à ses enfants de l'utiliser en particulier pour les tâches ménagères quotidiennes. Elle subit parfois directement les conséquences de la magie, par exemple lorsqu'Alex décide de changer de corps avec elle afin de lui permettre de vivre sa « Quinceanera », fête d'origine mexicaine.